# Teologia do domínio no Brasil
A teologia do domínio no Brasil refere-se à aplicação e difusão de doutrinas reconstrucionistas oriundas dos Estados Unidos da América, ao Brasil, bem como o seu impacto sobre a sociedade e a política locais.

## Histórico

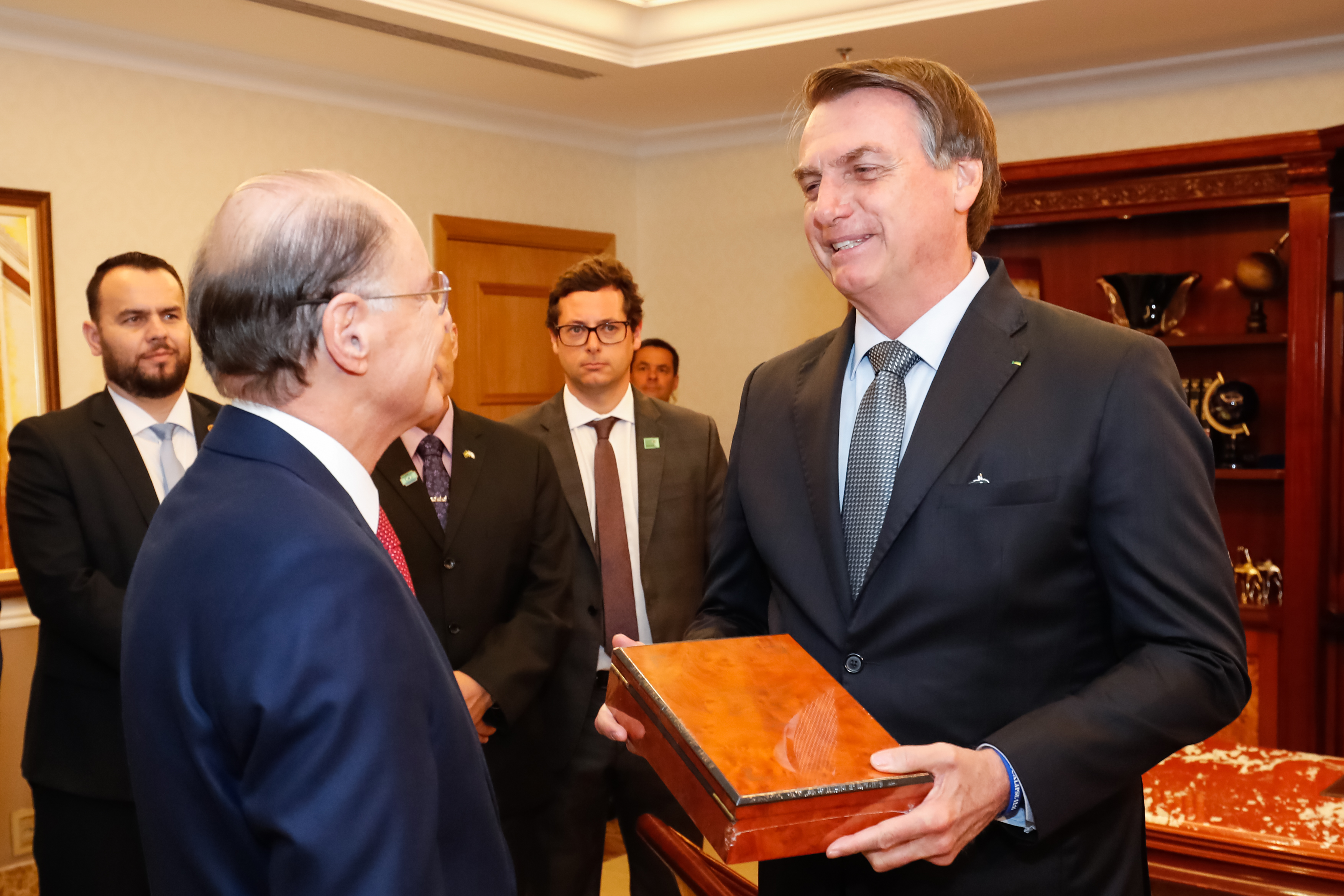
Em visita ao Templo de Salomão, Jair Bolsonaro recebe os cumprimentos do Bispo Edir Macedo. Foto: Alan Santos/PR

Embora ao longo do século XX as primeiras denominações evangélicas brasileiras, por conta de suas origens no sul dos EUA, mantivessem relações de dependência teológica com suas matrizes, o processo se tornou mais agudo a partir da década de 1970, quando o neopentecostalismo converteu-se num meio de cultura de novas doutrinas, como a teologia da prosperidade, a batalha espiritual e a teologia do domínio.
Denominações como a Igreja Universal do Reino de Deus, souberam fazer bom uso destas novas ferramentas. Em 2008, o bispo Edir Macedo publicou seu livro "Plano de Poder", onde descreve Deus como um estadista e Adão e Eva como representantes de um estado de selvajaria, do qual os cristãos deveriam se libertar através do "amadurecimento individual, o inconformismo com certas situações, o consenso em um ideal e a mobilização geral".

## Jair Bolsonaro e a teologia do domínio
Segundo o pastor Ariovaldo Ramos, líder da Comunidade Cristã Renovada, em 2018 o plano de poder entrou em execução política, através do apoio de pastores neopentecostais a candidatos de direita e extrema-direita, como Jair Messias Bolsonaro. Todavia, é ressaltado que este foi o corolário de um processo iniciado por volta de 2010, na transição do governo de Luís Inácio Lula da Silva para Dilma Rousseff. Já naquela campanha presidencial, pautas conservadoras entraram no debate político, encampadas pelo candidato José Serra.
O ano de 2013 também é importante para compreender a inclusão de pontos da temática reconstrucionista no debate político. Damares Alves, então assessora jurídica da Frente Parlamentar Evangélica, fez um trabalho de divulgação em igrejas contra supostos projetos de educação sexual do PT, e a favor da educação familiar e da Escola sem Partido, temas caros ao reconstrucionismo. Damares também é citada como a pessoa que aproximou Bolsonaro da bancada evangélica, e que por extensão seria responsável pela expressiva votação que este recebeu para deputado federal em 2014 (ano no qual pretendia se lançar como candidato a presidente, mas para o qual não obteve apoio partidário).
Apresentando-se como um aliado dos evangélicos, a partir de 2014 Bolsonaro passa a defender as pautas morais dos mesmos e consegue ser eleito presidente em 2018, abrindo espaço para a participação de evangélicos em seu governo (e inclusive no Supremo Tribunal Federal, com a indicação de André Mendonça, o ministro "terrivelmente evangélico"). No plano internacional, houve uma sinergia entre Bolsonaro e Donald Trump, também eleito com apoio da direita cristã. Em 2019, Bolsonaro participa de um encontro no Conselho Interdenominacional de Ministros Evangélicos do Brasil, junto com o pastor John Hagee, fundador do lobby Christians United for Israel (CUFI). É após este encontro que Bolsonaro anuncia a intenção de transferir parte da embaixada brasileira, de Tel Aviv para Jerusalém, o que acabou não se concretizando, gerando insatisfações entre lideranças evangélicas que viam neste gesto o cumprimento de expectativas pós-milenaristas.

## Características do dominionismo brasileiro
O nacionalismo cristão estadunidense teve que ser adaptado à realidade brasileira. Os evangélicos, que não eram maioria na população quando foi promulgada a Constituição brasileira de 1988, até então defendiam o estado laico. Mudaram de discurso a partir do momento em que seu número lhes permitiu interferir no jogo político, o que é explicado pelos escritos do influente líder reconstrucionista Gary North: "os cristãos devem usar a liberdade religiosa para ganhar independência do Estado, até surgir uma geração que não acredita em neutralidade, mas esteja disposta a estabelecer a teonomia".
O próprio Jair Bolsonaro declarou em 2018, num discurso de campanha:
O Estado é cristão e a minoria que for contra, que se mude. As minorias têm que se curvar para as maiorias.
Diferentemente dos Estados Unidos, o objetivo dos dominionistas brasileiros não é reconstruir um passado virtuoso perdido, mas conquistar o país para Cristo. O enfoque deixa de ser a conversão individual e passa a ser a "dominação cristã do Estado e da vida privada".
Há ainda a defesa de um "cristianismo cultural", o qual teoricamente seria compartilhado pela maioria da população, embasando a guerra cultural contra quem não professe valores judaico-cristãos. O dominionismo brasileiro também teria um aspecto supremacista, o qual seria o de preencher os principais cargos da República com pessoal evangélico.
Os dominionistas defendem o estado mínimo, limitado apenas às funções de segurança e justiça. Num mundo reconstrucionista ideal, não haveria Estado, e Deus exerceria o poder diretamente numa teocracia patriarcal. Como tal (ainda) não é possível, o mais próximo que se poderia chegar seria Deus delegar o poder a representantes cristãos. Neste contexto, Bolsonaro foi muitas vezes chamado de "ungido" ("Messias") por seus seguidores evangélicos, investido numa missão divina do bem contra o mal. Aqueles que se opusessem a este mandato, certamente não seriam considerados apenas como adversários políticos, mas como abominações a serem exterminadas.

## Difusão do dominionismo no Brasil
A teologia do domínio não tem sido difundida no Brasil apenas através de livros traduzidos. Já há muito material escrito por autores brasileiros, como Fernando Guillen, André Torres e Marcelo Bigardi. A doutrina também tem sido divulgada através de cursos e eventos, promovidos por igrejas como a Lagoinha e o Ministério Internacional da Restauração, e entidades paraeclesiásticas evangélicas como a Adhonep e a Jocum.
A Jocum mantém a Escola de Governo Civil (ECG) e a Universidade Livre Transforma, com planos de estudo que incluem temática dominionista, como "Princípios Práticos do Governo para uma Nação", "A Bíblia e o modelo econômico das nações", "Como construir nações para um governo de liberdade" e "Marxismo Cultural vs. Cultura Judaico-Cristã".